# Eckhard von Oldendorp
Eckhard von Oldendorp (geb. vor 1389; gest. zwischen 1408 und 1417) war ein deutscher Domherr, der von 1390 bis 1403 in Verden und Schwerin amtierte und von 1403 bis 1408 Domherr zu Lübeck war.

## Leben
Eckhard von Oldendorp war vom 27. Februar 1389 bis zum 1. Februar 1403 Kanoniker im ostwestfälischen Mindener Dom. Von 1372 bis 1381 wurde er auch als Propst zu Minden geführt.
Am 27. Februar 1389 finden wir Eckhard auch als päpstlichen Kollektor, als Geldsammler, für die Erzdiözese Magdeburg.
Vom 9. Oktober 1390 bis zum 4. August 1404 war Eckhard in Modestorp Archidiakon. Am 11. Juli 1401 befand sich auch die Pfarrei von Modestorp in seinem Besitz.
Vom 9. Oktober 1390 bis zum 1. Februar 1403 war er Domherr zu Verden, wurde ab 1390 auch als Domherr zu Schwerin bezeichnet.
Als Lübecker Domherr ist Eckhard von Oldendorp vom 1. Februar 1403 bis zum 5. Mai 1408 nachweisbar. Er muss vor dem 7. Dezember 1417 verstorben sein, denn zu diesem Zeitpunkt waren seine Mindener Pfründen schon anderweitig vergeben worden.